# Anchoa filifera
Anchoa filifera is een straalvinnige vis uit de familie van ansjovissen (Engraulidae), orde haringachtigen (Clupeiformes), die voorkomt in het westen en het zuidwesten van de Atlantische Oceaan.

## Beschrijving
Anchoa filifera kan een lengte bereiken van 12 centimeter. Van de zijkant gezien heeft het lichaam van de vis een langgerekte vorm, van bovenaf gezien is de vorm het best te typeren als ovaal. De kop is duidelijk convex. De ogen zijn normaal van vorm en zijn symmetrisch. De mond zit aan de onderkant van de kop.
De vis heeft één rugvin en één aarsvin. Er zijn 17 tot 21 vinstralen in de aarsvin.

## Leefwijze
Anchoa filifera is een zout- en brakwatervis die voorkomt in tropische wateren op een diepte van maximaal 35 meter.

## Relatie tot de mens
Anchoa filifera is voor de visserij van beperkt commercieel belang. De soort staat niet op de Rode Lijst van de IUCN.